# Qezlar (ort i Nordkhorasan)
Qezlar (persiska: قزلر) är en ort i Iran.   Den ligger i provinsen Nordkhorasan, i den norra delen av landet, 500 km öster om huvudstaden Teheran. Qezlar ligger 672 meter över havet och antalet invånare är 502.
Terrängen runt Qezlar är kuperad åt sydost, men åt nordväst är den platt. Runt Qezlar är det ganska glesbefolkat, med 27 invånare per kvadratkilometer. Närmaste större samhälle är Tāzeh Yāb, 18,5 km norr om Qezlar. Omgivningarna runt Qezlar är i huvudsak ett öppet busklandskap.